# Jana Gegner
Jana Gegner (* 27. November 1985 in Dessau) ist eine deutsche Inline-Speedskaterin und ehemalige Eisschnellläuferin.

## Werdegang
Mit elf Jahren betrat sie die Welt des Rollsports und trainierte die ersten Jahre bei der TSG Aufbau Union Dessau. 2000 wechselte sie nach Berlin an die Sportschule in Hohenschönhausen. Der Erfolg blieb nicht aus und sie gewann bei der Junioren-EM 2000 in Jászberény Gold im Einzelsprint über 300 Meter.
2005 wurden die World Games in Duisburg ausgerichtet und Gegner war seinerzeit in guter Form. Die Vorrunde über 1000 Meter lief nicht optimal, ermöglichte ihr jedoch, sich über die Zeit fürs Finale zu qualifizieren. Eine Runde vor Schluss konnte sie sich an die dritte Position setzen, die sie nicht mehr her gab und gewann Bronze.
2006 nun für den Verein SCC XSpeed Team Berlin startend war national keine Konkurrenz auszumachen. Bei der deutschen Meisterschaft in Groß-Gerau dominierte sie jedes Rennen und gewann alle 6 Einzelstrecken sowie den Halbmarathon-Titel. International trumpfte sie mit Gold und dem Europarekord über 10.000 Meter bei der EM in Cassano d’Adda auf. Auf regennassen Straßen fand in Anyang die Marathonentscheidung der Weltmeisterschaften statt. Mit Bronze konnte Gegner im Massensprint ihre erste WM-Medaille gewinnen. In der German Blade Challenge, der deutschen Inline-Marathonserie, holte sie den Gesamtsieg für sich als auch für ihr ZEPTO-Skate-Team. Der Titel Skater des Jahres war da nur die nationale Krönung.
2007 fand ein verstärkter Einsatz im internationalen World-Inline-Cup statt. Der dritte Weltcup in Rennes sollte wieder ein Regenrennen werden. Gegner, im Rennverlauf ohne Teamunterstützung, reagierte im passenden Augenblick auf die Attacke der neuseeländischen Nicole Begg, an der sie vor dem Ziel noch vorbeizog. Sie erlangte damit nicht nur für sich den ersten Sieg, sondern auch den ersten überhaupt für Deutschland.
2010 konnte Gegner bei ihren bisher erfolgreichsten Europameisterschaften sechs Medaillen gewinnen.
2011 schaffte Gegner es, ihr Ergebnis bei der Europameisterschaft aus dem Vorjahr noch einmal zu steigern. Mit acht Medaillen war es ihr erfolgreichster Wettkampf.
Seit 2012 startet Gegner für das EO Skates World Team an der Seite von Cecilia Baena Guyader. Gemeinsam errangen sie zum Auftakt der Saison beim Berliner Halbmarathon die Plätze 1 (Baena) und 3 (Gegner). Beim Berlin-Marathon 2013 landete sie zeitgleich mit Sabine Berg und Katharina Rumpus auf dem siebenten Platz. Bei den World Games 2013 im kolumbianischen Cali gewann sie Bronze über 500 Meter.
2014 gewann sie das Inliner-Rennen im Rahmen der Vattenfall City-Nacht in Berlin.
Gegner studierte an der Humboldt-Universität in Berlin Sport und Grundschulpädagogik.

## Erfolge
- 2001
  - DM
    - Bronze 5000 m Staffel
- 2002
  - DM
    - Silber 1000 m
- 2003
  - EM in Padua
    - Silber 200 m (Straße)
    - Bronze 10000 m Staffel (Straße)

  - DM
    - Gold 300 m, 500 m und 1000 m
    - Silber 3000 m
- 2004
  - DM
    - Gold 300 m, 500 m, 1000 m und 5000 m Punkte
- 2005
  - EM in Niedergörsdorf
    - Gold 10000 m Staffel (Straße)

  - DM
    - Gold 300 m und 500 m
    - Silber 3000 m

  - Siegerin Berliner Halbmarathon
- 2006
  - WM in Anyang
    - Bronze Marathon

  - EM in Cassano d’Adda
    - Gold 10000 m Punkte (Straße)
    - Silber 5000 m Staffel (Bahn) und  10000 m Staffel (Straße)
    - Bronze Marathon

  - DM
    - Gold 300 m, 500 m, 1000 m, 3000 m, 5000 m Punkte, 10000 m Auss. und Halbmarathon
    - Silber Marathon und 10000 m Teamzeitfahren

  - Siegerin Berliner Halbmarathon
  - Siegerin Gesamtwertung German Blade Challenge
  - Siegerin XRace
- 2007
  - EM in Estarreja und Ovar
    - Silber 3000 m Staffel (Bahn) und Marathon
    - Bronze 500 m (Bahn) und 5000 m Staffel (Straße)

  - DM
    - Gold 300 m, 1000 m, 3000 m und 5000 m Punkte

  - World Inline Cup
    - Siegerin Rennes
    - 3. Platz Zürich und Engadin
    - 6. Platz Gesamtwertung

  - Siegerin Berliner Halbmarathon
- 2008
  - WM in Gijón
    - Bronze 3000 m Staffel (Bahn)

  - EM in Gera
    - Gold 5000 m Staffel (Straße)

  - DM
    - Gold 300 m und 5000 m Staffel
    - Silber 1000 m

  - World Inline Cup
    - Siegerin Sursee
    - 6. Platz Gesamtwertung
- 2009
  - WM in Haining
    - Gold 5000 m Staffel (Straße)
    - Bronze Marathon

  - EM in Ostende
    - Gold 3000 m Staffel (Bahn)
    - Bronze 300 m (Bahn)

  - DM
    - Bronze 300 m, 3000 m

  - German-Inline-Cup
    - 3. Platz Gesamtwertung

  - World Inline Cup
    - 2. Platz Incheon, Dijon, Zürich und Zug
    - 3. Platz XRace
    - 3. Platz Gesamtwertung
- 2010
  - WM in Guarne
    - Silber 3000 m Staffel (Bahn)

  - EM in San Benedetto del Tronto
    - Gold 3000 m Staffel (Bahn)
    - Silber 500 m (Bahn), 500 m (Straße) und 1000 m (Bahn)
    - Bronze 200 m (Straße) und 5000 m Staffel (Straße)

  - DM
    - Gold 300 m, 500 m und 5000 m Staffel
    - Bronze 1000 m
- 2011
  - WM in Yeosu
    - Bronze 3000 m Staffel (Bahn) und 5000 m Staffel (Straße)

  - EM in Heerde und Zwolle
    - Gold 500 m (Bahn) und 3000 m Staffel (Bahn)
    - Silber 300 m (Bahn), 1000 m (Bahn) und 5000 m Staffel (Straße)
    - Bronze 500 m (Straße), 15000 Auss. (Straße) und Marathon

  - DM
    - Gold 300 m, 500 m und 5000 m
    - Silber 1000 m und 5000 m Punkte

  - German-Inline-Cup
    - 2. Platz Gesamtwertung
    - Siegerin Mittelrhein Marathon
- 2012
  - WM in Ascoli Piceno und San Benedetto del Tronto
    - Silber 3000 m Staffel (Bahn)

  - EM in Szeged
    - Silber 3000 m Staffel (Bahn)
    - Bronze 300 m (Bahn)

  - DM
    - Gold 300 m, 1000 m und 5000 m Punkte-Auss.
    - Silber 500 m
    - Bronze 5000 m Punkte

  - German-Inline-Cup
    - 3. Platz Gesamtwertung
    - Siegerin Mittelrhein Marathon

  - World Inline Cup
    - Siegerin Rennes, Dijon und Ostrava
    - 3. Platz Gesamtwertung
- 2013
  - EM in Almere
    - Silber 3000 m Staffel (Bahn) und 5000 m Staffel (Straße)
    - Bronze 300 m (Bahn), 500 m (Bahn), 1000 m (Bahn) und 200 m (Straße)

  - DM
    - Gold 1000 m
    - Silber 300 m

  - German-Inline-Cup
    - 2. Platz Berliner Halbmarathon, Rhein-Main Skate-Challenge, Mittelrhein-Marathon

  - World Inline Cup
    - 2. Platz Dijon